# Тепловка (Крым)
Тепло́вка (до 1945 года Контуга́н, Кун-Туга́н; укр. Теплівка, крымскотат. Kün Tuvğan, Кунь Тувгъан) — село в Симферопольском районе Республики Крым, в составе Николаевского сельского поселения (согласно административно-территориальному делению Украины — Николаевский поселковый совет Автономной Республики Крым).

## Население
| 2001 | 2014  |
| ---- | ----- |
| 1829 | ↘1755 |

Всеукраинская перепись 2001 года показала следующее распределение по носителям языка
| Язык             | Процент |
| ---------------- | ------- |
| крымскотатарский | 53,2    |
| русский          | 33,24   |
| украинский       | 10,17   |
| молдавский       | 1,97    |
| другие           | 0,38    |

### Динамика численности
| - 1805 год — 79 чел. - 1864 год — 52 чел. - 1887 год — 201 чел. - 1892 год — 42 чел. - 1902 год — 104 чел. - 1915 год — 105 чел. | - 1926 год — 250 чел. - 1939 год — 544 чел. - 2001 год — 1829 чел. - 2009 год — 1895 чел. - 2014 год — 1755 чел. |

## Современное состояние
В Тепловке 9 улиц, площадь, занимаемая селом, 188 гектаров, на которой в 593 дворах числилось, по данным сельсовета на 2009 год, 1895 человек. В селе действуют муниципальное бюджетное общеобразовательное учреждение «Тепловская школа», мечеть «Неджла Тугба хатун».

## География
Тепловка расположена на западе района, в степной зоне Крыма, в долине ручья Тереклав, на границе с Сакским районом, высота центра села над уровнем моря 40 м. Село лежит в 17 км от Сак на автодороге 35К-009 Саки — Севастополь (по украинской классификации Т-0104). Расстояние до Симферополя — примерно 41 километр (по шоссе), ближайшая железнодорожная станция Саки — примерно в 15 километрах. Соседние сёла: Ключевое — 3,5 км юго-восточнее, Фрунзе в 3 км западнее и Ивановка — 5 километров к северу — оба села Сакского района.

## История
Первое документальное упоминание села встречается в Камеральном Описании Крыма… 1784 года, судя по которому, в последний период Крымского ханства Контуган входил в Бахчисарайский кадылык Бахчисарайского каймаканства. После присоединения Крыма к России (8) 19 апреля 1783 года, (8) 19 февраля 1784 года, именным указом Екатерины II сенату, на территории бывшего Крымского Ханства была образована Таврическая область и деревня была приписана к Симферопольскому уезду. С началом Русско-турецкой войной 1787—1791 годов, в феврале 1788 года производилось выселение крымских татар из прибрежных селений во внутренние районы полуострова, в том числе и из Контугана. В конце войны, 14 августа 1791 года всем было разрешено вернуться на место прежнего жительства. После Павловских реформ, с 1796 по 1802 год, входила в Акмечетский уезд Новороссийской губернии. По новому административному делению, после создания 8 (20) октября 1802 года Таврической губернии, Контуган был включён в состав Актачинскои волости Симферопольского уезда.
По Ведомости о всех селениях в Симферопольском уезде состоящих с показанием в которой волости сколько числом дворов и душ… от 9 октября 1805 года, в деревне Контуган числилось 16 дворов и 79 жителей, исключительно крымских татар. На военно-топографической карте генерал-майора Мухина 1817 года обозначен Кентуган с 14 дворами. После реформы волостного деления 1829 года Контуган отнесли к Сарабузской волости. Когда в деревне сменилось население, из доступных источников не ясно: на карте 1836 года в деревне 3 татарских двора и 26 — русских, а на карте 1842 года в русской деревне Контуган обозначено 22 двора.
После земской реформы Александра II 1860-х годов деревня осталась в составе преобразованной Сарабузской волости. В «Списке населённых мест Таврической губернии по сведениям 1864 года», составленном по результатам VIII ревизии 1864 года, Контуган — сельцо владельческое русское, с 9 дворами и 52 жителями при источнике Контугане (на трёхверстовой карте 1865—1876 года в деревне Кюнтоуган русский — 8 дворов). В путеводителе Сосногоровой 1871 года упоминается усадьба Петра Ревилиоти при деревне, площадью 8000 десятин с прекрасным салом и обширными пастбищами (обозначенная ещё на карте 1842 года. В «Памятной книге Таврической губернии 1889 года» по результатам Х ревизии 1887 года записан Контуган с 34 дворами и 201 жителем.

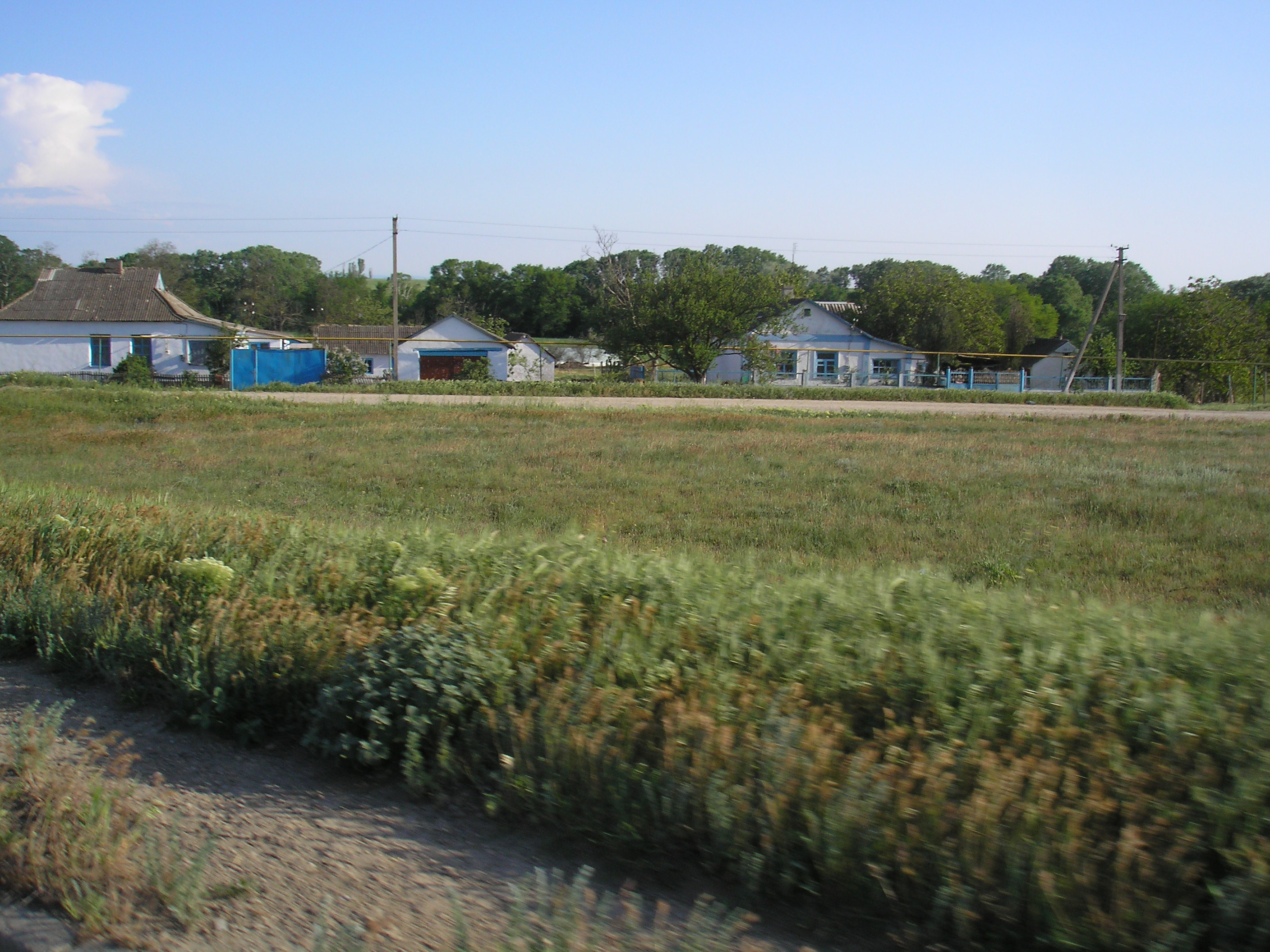

После земской реформы 1890-х годов деревню передали в состав новой Булганакской волости. По «…Памятной книжке Таврической губернии на 1892 год» в деревне Контуган, входившей Эскендерское сельское общество, числилось 42 жителя в 7 домохозяйствах. По «…Памятной книжке Таврической губернии на 1902 год» в деревне Контуган, входившей уже в Контуганское сельское общество, числилось, вместе с Али-Баем, 104 жителя в 13 домохозяйствах, также числилась одноимённая экономия. По Статистическому справочнику Таврической губернии. Ч.II-я. Статистический очерк, выпуск шестой Симферопольский уезд, 1915 год, в деревне Контуган Булганакской волости Симферопольского уезда числилось 19 дворов с русским населением в количестве 105 человек приписных жителей, из которых 57 мужчин и 48 женщин. Жители владели 65 десятинами удобной земли. В хозяйствах имелось 114 лошадей, 22 вола, 19 коров и 25 голов мелкого скота, при ней соляные промыслы и имение «Контуган и Бейлык» одного из Шнейдеров.
После установления в Крыму Советской власти, по постановлению Крымревкома от 8 января 1921 года была упразднена волостная система и село включили в состав вновь созданного Подгородне-Петровского района Симферопольского уезда, а в 1922 году уезды получили название округов. 11 октября 1923 года, согласно постановлению ВЦИК, в административное деление Крымской АССР были внесены изменения, в результате которых был ликвидирован Подгородне-Петровский район и образован Симферопольский и село включили в его состав. Согласно Списку населённых пунктов Крымской АССР по Всесоюзной переписи 17 декабря 1926 года, в селе Контуган, Дорт-Кульского сельсовета Симферопольского района, числилось 60 дворов, из них 53 крестьянских, население составляло 250 человек, из них 240 русских, 6 немцев, 2 грека и 2 эстонца, действовала русская школа. Постановлением Президиума КрымЦИКа «Об образовании новой административной территориальной сети Крымской АССР» от 26 января 1935 года был создан Сакский район и Контуган включили в его состав. По данным всесоюзной переписи населения 1939 года в селе проживало 544 человека. Видимо, тогда же был образован Контуганского сельсовет, поскольку на 1940 год он уже существовал).
После освобождения Крыма, 12 августа 1944 года было принято постановление № ГОКО-6372с «О переселении колхозников в районы Крыма» и в сентябре 1944 года в район приехали первые новосёлы (214 семей) из Винницкой области, а в начале 1950-х годов последовала вторая волна переселенцев из различных областей Украины. Указом Президиума Верховного Совета РСФСР от 21 августа 1945 года Контуган был переименован в Тепловку и Контуганский сельсовет — в Тепловский. С 25 июня 1946 года Тепловка в составе Крымской области РСФСР, а 26 апреля 1954 года Крымская область была передана из состава РСФСР в состав УССР. Время включения в состав Николаевского сельсовета пока не установлено: на 15 июня 1960 года село уже числилось в его составе.
Указом Президиума Верховного Совета УССР «Об укрупнении сельских районов Крымской области», от 30 декабря 1962 года Тепловку присоединили к Евпаторийскому району. Время упразднения сельсовета пока не установлено (возможно — это произошло в процессе того же укрупнения), известно, что на 1968 год он уже не существовал и Тепловка уже входила в состав Николаевского поссовета. 1 января 1965 года, указом Президиума ВС УССР «О внесении изменений в административное районирование УССР — по Крымской области», включили в состав Симферопольского. С 12 февраля 1991 года село в восстановленной Крымской АССР, 26 февраля 1992 года переименованной в Автономную Республику Крым. С 21 марта 2014 года в составе Крыма аннексирована Россией.